# Synagoge (Diersburg)

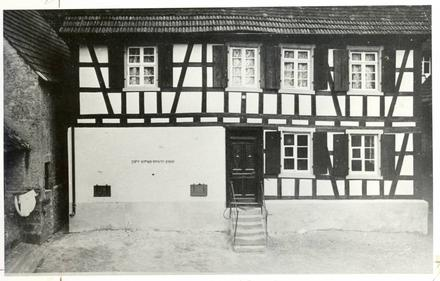
Synagoge in Diersburg im Jahr 1931 (Foto: Landesarchiv Baden-Württemberg)

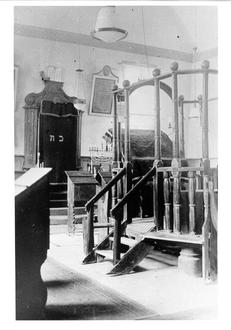
Innenansicht mit Bima und Toraschrein (Foto: Landesarchiv Baden-Württemberg)

Die Synagoge in Diersburg, einem Ortsteil der Gemeinde Hohberg im Ortenaukreis in Baden-Württemberg, wurde 1801 errichtet.

## Geschichte
Die Mitgliederzahl der Jüdischen Gemeinde Diersburg nahm Ende des 18. Jahrhunderts stark zu,  weshalb sie den Neubau einer Synagoge beschloss. Dieser wurde im Jahr 1801 eingeweiht.
Die Synagoge in Fachwerkbauweise war ein unauffälliges Gebäude, das nicht als Sakralbau zu erkennen war, denn es passte sich den umliegenden Wohn- und Wirtschaftsgebäuden an. Der relativ hohe Betsaal hatte ein blauweißes Oberlicht, das eine feierliche Atmosphäre erzeugte.
Beim Novemberpogrom 1938 wurde die Inneneinrichtung der Synagoge von SA- und SS-Männern aus Offenburg zerstört. Sie zerschlugen die Gebetspulte, den Toraschrein und den Almemor. Zusammen mit der Inneneinrichtung wurden die Torarollen und andere Kultgegenstände verbrannt.
Im Jahr 1956 wurde das ehemalige Synagogengebäude abgebrochen und auf dem Grundstück eine Schreinerei errichtet.